# Gelsdorf (Gransdorf)
Gelsdorf ist ein Weiler der Ortsgemeinde Gransdorf im Eifelkreis Bitburg-Prüm in Rheinland-Pfalz.

## Geographische Lage
Gelsdorf liegt rund 2 km südwestlich des Hauptortes Gransdorf in leichter Tallage. Der Weiler ist fast ausschließlich von landwirtschaftlichen Nutzflächen umgeben. Es gibt nur wenig Waldbestand nördlich des Weilers. Durch Gelsdorf fließt der Kimpelgraben. Wenig östlich fließt der Spanger-Bach.

## Geschichte
Es ist von einer frühen Besiedelung des Areals um Gelsdorf auszugehen, was die Reste einer heidnischen Langmauer, wenig östlich des Weilers, belegen. Diese stammt aus der zweiten Hälfte des 4. Jahrhunderts n. Chr.
Der heutige Weiler ist aus dem Hof Gelsdorf hervorgegangen. Erstmals wurde der Hof im Jahre 1170 und gehörte zur Abtei Himmerod. Damals wurde die Anlage unter dem Namen Geuelestorp geführt. Im 19. Jahrhundert wurde der Hof erweitert und es entwickelte sich mit mehreren weiteren Einzelgebäuden der heutige Weiler.
Um das Jahr 1843 wurde wenig südlich des Weilers ein Steinbruch betrieben. Um 1888 zudem ein Kalkofen.

## Kultur und Sehenswürdigkeiten

### Hof Gelsdorf mit Kapelle
Sehenswert ist im Weiler vor allem die große Hofanlage Gelsdorf. Es handelt sich um einen dreiflügeligen Bau in unregelmäßiger Struktur. Das Hauptgebäude trägt das Himmeroder Wappen und die Datierung 1778. Die Scheune ist mit 1821 bezeichnet und ein weiterer Umbau mit 1830. Ferner zählen zu der Gesamtanlage noch ein Quereinhaus aus dem Jahre 1845 mit einer dazugehörigen Scheune von 1854 sowie eine Hofkapelle. Diese steht heute in Verbindung mit einem kleinen Friedhof, der 1950 angelegt und am 14. Mai 1951 eingeweiht wurde. Die Filialkapelle wurde innerhalb eines Jahres erbaut und am 13. September 1936 eingesegnet.
Neben Hof Gelsdorf befindet sich im Ort ein weiteres Quereinhaus aus der Mitte des 19. Jahrhunderts.

### Wegekreuze
In Gelsdorf befindet sich an der Straße in Richtung Pickließem ein Balkenkreuz. Es trägt das IHS-Zeichen und wurde laut Inschrift zum Gedenken an Andreas Ham von Spang (Ortsteil von Spangdahlem) errichtet, der an dieser Stelle am 13. Juni des Jahres 1834 verstarb.
Ebenfalls im Weiler an der Straße in Richtung Gransdorf befindet sich ein hohes Schaftkreuz. Die Inschrift besteht aus den Namen der beiden Errichter, die aus Gelsdorf stammten sowie der Jahreszahl 1667. Das Abschlusskreuz aus Eisen wurde später erneuert.
Siehe auch: Liste der Kulturdenkmäler in Gransdorf

### Naherholung
Durch Gelsdorf führen mehrere Wanderwege. Bekannt ist vor allem eine Rundwanderung mit einer Länge von rund 10,7 km. Highlights am Weg sind die Filialkapelle von Hof Gelsdorf sowie die sogenannte Ackerbauscheune. Der Wanderweg führt vom Weiler in Richtung Gransdorf und anschließend bis in die Nähe von Spangdahlem.

## Wirtschaft und Infrastruktur

### Unternehmen
Gelsdorf ist Standort mehrerer Unternehmen. Hierzu zählen ein Werkzeughersteller, ein Omnibusbetrieb sowie mehrere landwirtschaftliche Nutzbetriebe.

### Verkehr
Es existiert eine regelmäßige Busverbindung.
Gelsdorf ist zum Teil durch die Kreisstraße 90 erschlossen und zum Teil durch eine Gemeindestraße. Der Weiler liegt direkt südlich der Bundesautobahn 60.